# Habjanovac
Habjanovac je naseljeno mjesto u Republici Hrvatskoj u Zagrebačkoj županiji. 

## Zemljopis
Administrativno je u sastavu općine Dubrava. Naselje se proteže na površini od 4,77 km².

## Stanovništvo
Prema popisu stanovništva iz 2001. godine u Habjanovcu živi 200 stanovnika i to u 55 kućanstava. Gustoća naseljenosti iznosi 41,93 st./km².
| broj stanovnika | 207   | 207   | 255   | 338   | 370   | 405   | 384   | 375   | 349   | 339   | 321   | 260   | 228   | 182   | 200   | 183   | 121   |
|                 | 1857. | 1869. | 1880. | 1890. | 1900. | 1910. | 1921. | 1931. | 1948. | 1953. | 1961. | 1971. | 1981. | 1991. | 2001. | 2011. | 2021. |